# Okocim (bier)
Okocim is een Pools biermerk. Het bier wordt gebrouwen in Brouwerij Okocim te Brzesko. 
Okocim is ook sponsor van de Poolse volleybalploeg.

## Varianten
- Okocim Jasne Pełne, blonde lager met een alcoholpercentage van 5,5% (12,8 °Plato)
- Okocim Radler, blond bier (45% bier – 55% limonade) met een alcoholpercentage van 2%
- Okocim Mocne, blonde lager met een alcoholpercentage van 7% (15,1° Plato)
- Okocim Porter, donkerbruine porter met een alcoholpercentage van 8,3%

Wordt niet meer gebrouwen:
- Okocim Palone, donker roodbruin bier (dunkel) met een alcoholpercentage van 5,5%